# العلاقات الفلبينية السلوفينية
العلاقات الفلبينية السلوفينية هي العلاقات الثنائية التي تجمع بين الفلبين وسلوفينيا.

## مقارنة بين البلدين
هذه مقارنة عامة ومرجعية للدولتين:
| وجه المقارنة                                              | الفلبين                       | سلوفينيا                                                      |
| --------------------------------------------------------- | ----------------------------- | ------------------------------------------------------------- |
| المساحة (كم2)                                             | 343.45 ألف                    | 20.27 ألف                                                     |
| عدد السكان (نسمة)                                         | 104.92 مليون                  | 2.07 مليون                                                    |
| الكثافة السكانية (ن./كم²)                                 | 305.49                        | 102.12                                                        |
| العاصمة                                                   | مانيلا                        | ليوبليانا                                                     |
| اللغة الرسمية                                             | اللغة الفلبينية، لغة إنجليزية | اللغة السلوفينية، اللغة الإيطالية، لغة مجرية                  |
| العملة                                                    | بيسو فلبيني                   | يورو، تولار سلوفيني                                           |
| الناتج المحلي الإجمالي (بليون دولار)                      | 313.60 مليار                  | 48.77 مليار                                                   |
| الناتج المحلي الإجمالي (تعادل القوة الشرائية) بليون دولار | 743.90 مليار                  | 66.01 مليار                                                   |
| الناتج المحلي الإجمالي الاسمي للفرد دولار أمريكي          | 2.90 ألف                      | 20.73 ألف                                                     |
| الناتج المحلي الإجمالي للفرد دولار أمريكي                 | 7.39 ألف                      | 30.40 ألف                                                     |
| مؤشر التنمية البشرية                                      | 0.668                         | 0.880                                                         |
| رمز المكالمات الدولي                                      | +63                           | +386                                                          |
| رمز الإنترنت                                              | .ph                           | .si                                                           |
| المنطقة الزمنية                                           | توقيت الفلبين                 | توقيت وسط أوروبا، ت ع م+01:00، ت ع م+02:00، أوروبا/ليوبليانا ‏ |

## منظمات دولية مشتركة
يشترك البلدان في عضوية مجموعة من المنظمات الدولية، منها:
| علم المنظمة | اسم المنظمة                               | تاريخ انضمام الفلبين | تاريخ انضمام سلوفينيا |
| ----------- | ----------------------------------------- | -------------------- | --------------------- |
|             | مؤسسة التنمية الدولية                     | 28 أكتوبر 1960       | 25 فبراير 1993        |
|             | يونسكو                                    | 21 نوفمبر 1946       | 27 مايو 1992          |
|             | وكالة ضمان الاستثمار متعدد الأطراف        | 8 فبراير 1994        | 19 مارس 1993          |
|             | الأمم المتحدة                             | 24 أكتوبر 1945       | 22 مايو 1992          |
|             | الفريق المعني برصد الأرض                  | ?                    | ?                     |
|             | الاتحاد البريدي العالمي                   | ?                    | ?                     |
|             | البنك الدولي للإنشاء والتعمير             | 27 ديسمبر 1945       | 25 فبراير 1993        |
|             | المنظمة الهيدروغرافية الدولية             | ?                    | ?                     |
|             | الاتحاد الدولي للاتصالات                  | 25 مايو 1912         | 16 يونيو 1992         |
|             | منظمة حظر الأسلحة الكيميائية              | ?                    | ?                     |
|             | مؤسسة التمويل الدولية                     | 12 أغسطس 1957        | 25 فبراير 1993        |
|             | المركز الدولي لتسوية المنازعات الاستشارية | 17 ديسمبر 1978       | 6 أبريل 1994          |
|             | منظمة التجارة العالمية                    | 1995                 | ?                     |
|             | منظمة الشرطة الجنائية الدولية             | ?                    | ?                     |

## وصلات خارجية
- موقع وزارة الخارجية الفلبينية
- موقع وزارة الخارجية السلوفينية